# Ferrocarril Chernígov-Óvruch
El ferrocarril Chernígov-Óvruch es una línea parcialmente operacional y parcialmente electrificada ubicada entre las ciudades de Óvruch y Chernígov, en el norte de Ucrania, y que atraviesa la Zona de alienación en torno a la planta nuclear de Chernóbil, así como parte de Bielorrusia. El ferrocarril es propiedad de Ukrzaliznytsia, la empresa estatal ferroviaria ucraniana, en tanto que las estaciones ubicadas en territorio bielorruso están concesionadas por dicho gobierno. El tramo entre Vilcha y Semykhody se encuentra en desuso desde el accidente de Chernóbil, acaecido el 26 de abril de 1986. En julio de 2021, un tramo de 43 km entre Vilcha y Yanov, junto con la playa ferroviaria de la central nuclear, fueron rehabilitados por la empresa Energoatom, con el objetivo de trasladar contenedores conteniendo combustible nuclear gastado hacia un nuevo sitio de almacenamiento especializado.

## Historia
La construcción de la línea comenzó en 1928 como parte del programa de desarrollo y modernización de la PZZ y fue habilitada para el tráfico de pasajeros en 1930. Parcialmente abandonada tras el desastre de Chernóbil de 1986, aún se encuentra en uso su parte oriental, entre Chernígov y Semijodi, una estación terminal cercana a Prípiat que sirve a la central nuclear de Chernóbil. Dicha sección fue electrificada en 1988.

## Recorrido

### Chernígov-Slavutych-Prípiat
La línea comienza en la estación central de Chernígov, capital del Oblast de Chernígov, ubicada a su vez en la línea Minsk-Gómel-Kiev. Luego de dos paradas en la ciudad, atraviesa una serie de aldeas en el raión de Chernígov. En la estación de Zhukotky comenzaba un hoy abandonado ramal hacia Karkhivka y Zhydinychi. A 36 km de Chernígov se ubica Slavutych, una ciudad construida en 1986 para albergar a los refugiados del accidente de Chernóbil. La estación de Slavutych fue erigida en el sitio de una preexistente llamada Nerafa.
Después de las paradas en Lisnyi (en Slavútych) y Nedanchychi (en el raión de Ripky) la línea penetra en la provincia de Gómel, en Bielorrusia, cruzando el río Dniéper. La estación de Iolcha es la única operativa en el lado bielorruso del ferrocarril. Sirve a las localidades de Staraya Iolcha, Novaya Iolcha, Krasnoe, y a la cercana ciudad de Kamaryn, todas en el Raión de Brahin. Luego de Iolcha, la línea entra en la Reserva radioecológica estatal de Polesia, creada para aislar el territorio bielorruso afectado por la radiación emitida desde Chernóbil, pasando por tres estaciones abandonadas. La primera, Kaporenka, era el punto de intercambio de un desvío hacia una zona de descontaminación.
La vía ingresa de nuevo a Ucrania, conectando el Raión de Ivankiv, en el Oblast de Kiev, con la Zona de exclusión de Chernóbil. Luego de Zymovyshche, cruza el río Prípiat y pasa un desvío hacia la nueva terminal de Semikhody. Construida en 1988, dicha estación sustituye a la original de Semykhody, sita en la línea principal, y marca el fin tanto del tramo electrificado como del servicio de pasajeros. Ubicada frente a la central nuclear, cerca del Nuevo sarcófago, la terminal sirve exclusivamente a los trabajadores y es la única estación operativa en Prípiat.
Continuando por la línea principal, existe un primer desvío industrial para la planta nuclear de Chernóbil y, tras el llamado Puente de la muerte, otro desvío, justo antes de Yanov, la estación central de Prípiat. Esta línea industrial, que rodea a toda la planta nuclear, pasando por los cuatro reactores y bordeando el lago de enfriamiento, se encuentra parcialmente activa porque permite el transporte de bienes y materiales dentro del predio.

## Servicios
Hasta 1986, la totalidad de la línea era servida por trenes de pasajeros de mediana y larga distancia, entre ellos el expreso Moscú-Jmelnytsky. Los servicios actuales incluyen:
| Categoría | Ruta                       | Notas |
| --------- | -------------------------- | --- |
| Regional  | Chernígov-Slavútych-Iolcha | Servicio limitado entre Nedanchychi e Iolcha, con varias estaciones abandonadas y atravesando la frontera con Bielorrusia. |
| Regional  | Slavútych-Semikhody        | Servicio sin paradas para los trabajadores de la central nuclear de Chernóbil.                                             |